# Michel Deutsch (Schriftsteller)
Michel Deutsch (* 20. März 1948 in Straßburg) ist ein französischer Schriftsteller, Übersetzer aus dem Englischen und Theaterproduzent.
Von 1974 bis 1983 war Deutsch Mitglied der Equipe artistique des Théâtre national de Strasbourg. Er ist bekannt für seine Übersetzungen zahlreicher Science-Fiction-Romane.

## Leben
Michel Deutsch hat mehr als 30 literarische Werke verfasst: Gedichte, Romane und Theaterstücke. Mehr als 10 Jahre lang hat er als Dramaturg und Regisseur am Théâtre national de Strasbourg (TNS) gearbeitet, in den 1990er Jahren hat er mit Partnern politische und musikalische Stücke geschrieben, die im Théâtre de la Bastille Paris, TNS und anderswo aufgeführt wurden. Außerdem hat er für die Fernsehsender Arte und France 3 sowie für France Culture gearbeitet. Unter seinen letzten Theaterproduktionen waren: Desert Inn (Théâtre de l’Odéon, Paris), Wozzeck von Alban Berg (Opéra de Nancy), Abschied (Theater im Marstall, München), Müller Factory (Théâtre Saint-Gervais, Genf), Le Pont des Ombres von Olivier Dejour (Opéra de Strasbourg), L’Invention du monde von Olivier Rollin (MC93 Maison de la Culture Seine-Saint-Denis Bobigny), Rousseau 13 (Théâtre du Saint-Gervais, Genf).

## Werk

### Bücher
Erschienen im Verlag Christian Bourgois, Paris:
- Bettina Eisner, 2014
- Études de ciel avec turbulences, 1981
- Féroé la nuit, 1989
- La Décennie Rouge, 2007
- Le Chanteur / L’Amour du théâtre, 1979
- Météorologiques, 2002
- Parhélie, 2009
- Place des fêtes, 2015
- Sit Venia Verbo, 1988
- Souvenirs épars, 2018
- Tel un enfant à l’écart, 1982

### Theaterstücke
Sechs seiner Theaterstücke wurden ins Deutsche übersetzt und sind bei Fischer Theater Medien, Frankfurt, erschienen:
- Der Souffleur von Hamlet, 1993, Deutsch von Andres Müry
- Eine Nacht im Theater, 1993, Deutsch von Andres Müry
- Féroé, die Nacht, 1989, Deutsch von Eberhard Gruber
- L'Empire, 1990, Deutsch von Lou Gerstner
- Sit venia verbo, 1988, Deutsch von Eberhard Gruber
- Skinner, 2002, Deutsch von Almut Lindner
- Das Drehbuch zur französischen Fernsehserie Die Elsässer, 1996